# Aporum kuyperi
Aporum kuyperi é uma espécie de orquídea epífita de hábito pendente e flores pequenas, que habita Sumatra.